# NGC 2352
NGC 2352 je otvoreni skup u zviježđu Velikom psu. 

## Vanjske poveznice
- SEDS: NGC 2352